# ريف ولف
ريف ولف (بالإنجليزية: Rafe Wolfe) هو لاعب كرة قدم جامايكي في مركز ظهير ‏، ولد في 19 ديسمبر 1985 في أبرشية سانت كاترين في جامايكا. شارك مع منتخب جامايكا لكرة القدم. أما مع النوادي، فقد لعب مع غيور تورنا أوزتالي ونادي بودابست ونادي بورتمور يونايتد ونادي فيرينتسفاروشي.

## وصلات خارجية
- ريف ولف على موقع قاعدة بيانات كرة القدم.إي يو (الإنجليزية)
- ريف ولف على موقع ناشيونال فوتبول تيمز (الإنجليزية)
- ريف ولف على موقع Soccerway.com (الإنجليزية)